# Мокрая Ольховка
Мо́края Ольхо́вка — река в России, протекает в Котовском и Камышинском районах Волгоградской области. Правый приток Иловли, бассейн Дона.

## География
Мокрая Ольховка начинается в балке южнее станции Неткачево. Течёт на юг, протекает через село Мокрая Ольховка. Ниже по реке населённые пункты Новоалексеевка, Лапшинская, Купцово, Авилово, Новониколаевка, Авиловский. Ниже Мокрой Ольховки по левому берегу реки по всей долине проложена железнодорожная линия Балашов I — Петров Вал. Ниже Купцово слева впадает река Сухая Ольховка. Мокрая Ольховка впадает в Иловлю в 240 км от устья последней. Длина реки составляет 62 км, площадь водосборного бассейна — 694 км².

## Данные водного реестра
По данным государственного водного реестра России относится к Донскому бассейновому округу, водохозяйственный участок реки — Иловля, речной подбассейн реки — Дон между впадением Хопра и Северского Донца. Речной бассейн реки — Дон (российская часть бассейна).
Код объекта в государственном водном реестре — 05010300412107000009317.